# Петрівський Михайло Васильович
Петрівський Михайло Васильович (*15 листопада 1897, Рожубовичі, Польща —†7 квітня 1982, Торонто, Канада) — український письменник, перекладач, державний службовець у Канаді.

## З біографії
Народився в Рожубовичах біля Перемишля у Польщі. З 1912 мешкав із батьками в канадській провінції Манітоба. Освіту почав у манітобській двомовній англо-українській школі в Елма-Янів, навчався у Блумфілдському коледжі та Оттавському університеті. Працював перекладачем у Канадській королівській кінній поліції.
Почав друкуватися з 1922, видавав власний місячник «Український базар» (Торонто). Очолював Об'єднання українських письменників «Слово». Писав українською та англійською мовами, друкувався в англомовних часописах «Canadian Forum», «New Canadian», «Ukrainian Weekly», «Oshawa Daily Times». Похований у місті Торонто.
Нагороджений у 1974 Шевченківською медаллю Конґресу Українців Канади за внесок в українсько-канадійську літературу.

## Творчість
- Петрівський М. До магічного міста // Хрестоматія з української літератури в Канаді. — Едмонтон, 2000. — С. 219—226.
- Петрівський М. Магічне місто: Новели з життя українських переселенців в Америці. — Вінніпег,1929. — 155 с.
- Петрівський М. Мрії сльозами облиті. Оповідання з життя українських піонерів і іммігрантів в Канаді. — Вінніпег — Торонто, 1973. — 168 с.
- Петрівський М. Ой, Канадо, Канадонько…: Оповідання з побутового життя українських поселенців в Канаді. — Вінніпег — Торонто, 1974. — 168 с.